# H-2 (航空機)
H-2 シースプライト
SH-2F
- 用途：汎用 (UH-2) / 対潜哨戒 (SH-2)
- 分類：中型ヘリコプター
- 製造者：カマン・エアクラフト
- 運用者：
  -  アメリカ合衆国（アメリカ海軍）
  -  エジプト（エジプト海軍）
  -  オーストラリア（オーストラリア海軍）
  -  ニュージーランド（ニュージーランド海軍）
  -  ポーランド（ポーランド海軍）
- 初飛行：1959年7月2日（YHU2K-1）
- 運用開始：1962年12月
- ユニットコスト：1,600万USドル（SH-2F）

H-2 シースプライト（H-2 Seasprite）は、アメリカ合衆国のカマン・エアクラフトが開発した小型の艦載汎用/対潜ヘリコプター。

## 汎用ヘリコプター
シースプライトは、まず、捜索救難やトンボ釣り (Plane guard) 、航空救急、射弾観測、連絡輸送、偵察など、多岐にわたる任務を担当する汎用ヘリコプターとして開発された。試作機は1959年7月2日に初飛行し、初期生産型であるHU2K-1（後のUH-2A）は1962年12月18日に就役した。合計で88機が引き渡された。1963年6月4日には、初の艦上分遣隊（HU-2 Det.62）が「インディペンデンス」に派遣されて、艦上展開任務に入った。全天候任務を省いて電子機器を簡素化した昼間型としてUH-2Bも開発され、こちらは1963年8月8日に「オールバニ」に艦上分遣隊（HU-4 Det.46）が派遣されて、艦上展開任務を開始した。合計で102機が引き渡された。
これらはいずれもゼネラル・エレクトリック T58ターボシャフトエンジンを単発に配していたが、1964年7月より、双発化に関する検討が着手された。これによって開発されたのがUH-2Cで、1967年8月から1970年末までに57機が引き渡された。また既存のUH-2A/Bも双発化改修された。

## 救難ヘリコプター

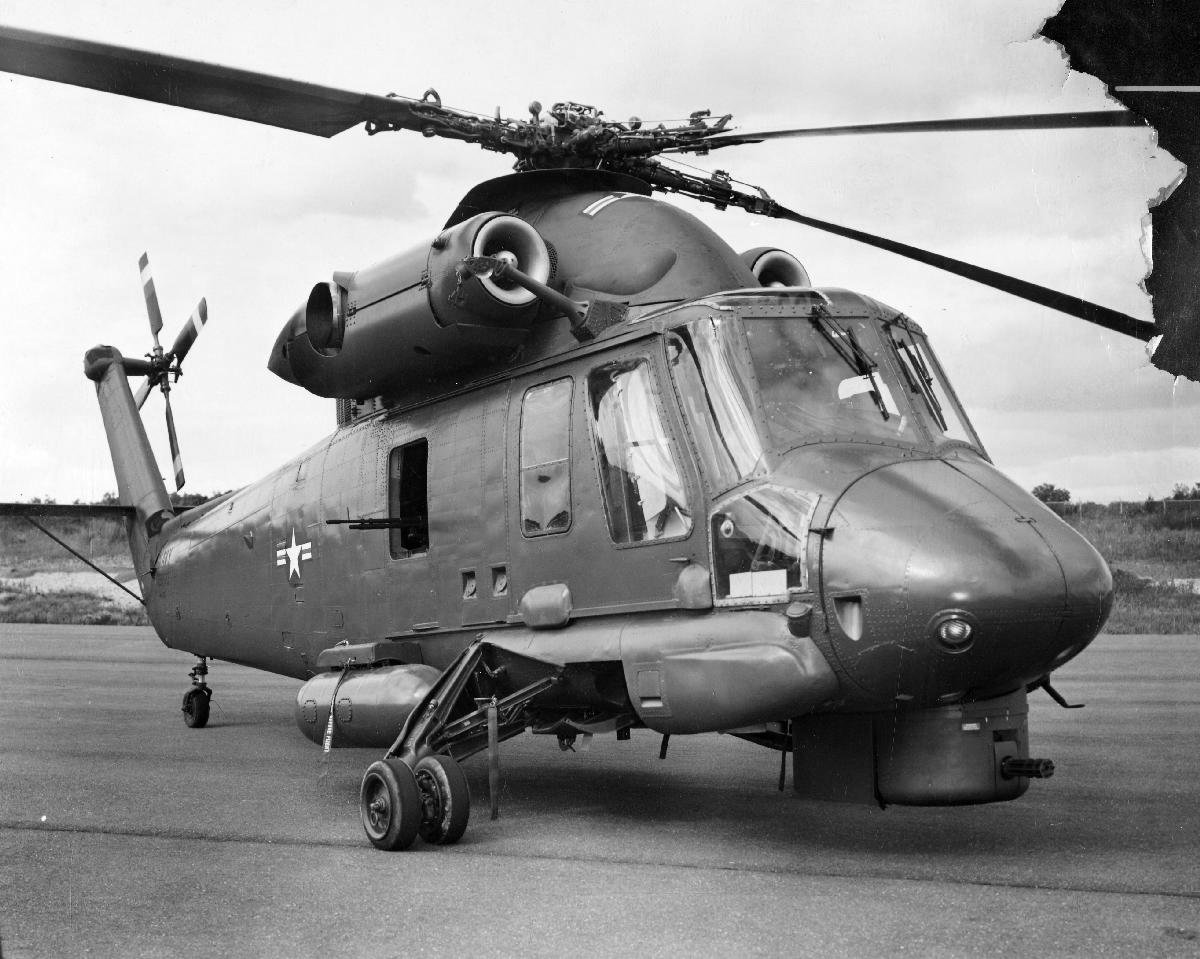
HH-2C

UH-2Cをもとにした救難機も開発された。まず機首下面にM134 ミニガン1丁を搭載したHH-2C 6機が新造され、トンキン湾上のフリゲート（DLG）艦上に展開した。また1969年には、既存のUH-2A/Bからの改修によって非武装型のHH-2Dを製作することになり、1970年2月から1972年2月までに67機が改修された。

## 哨戒ヘリコプター

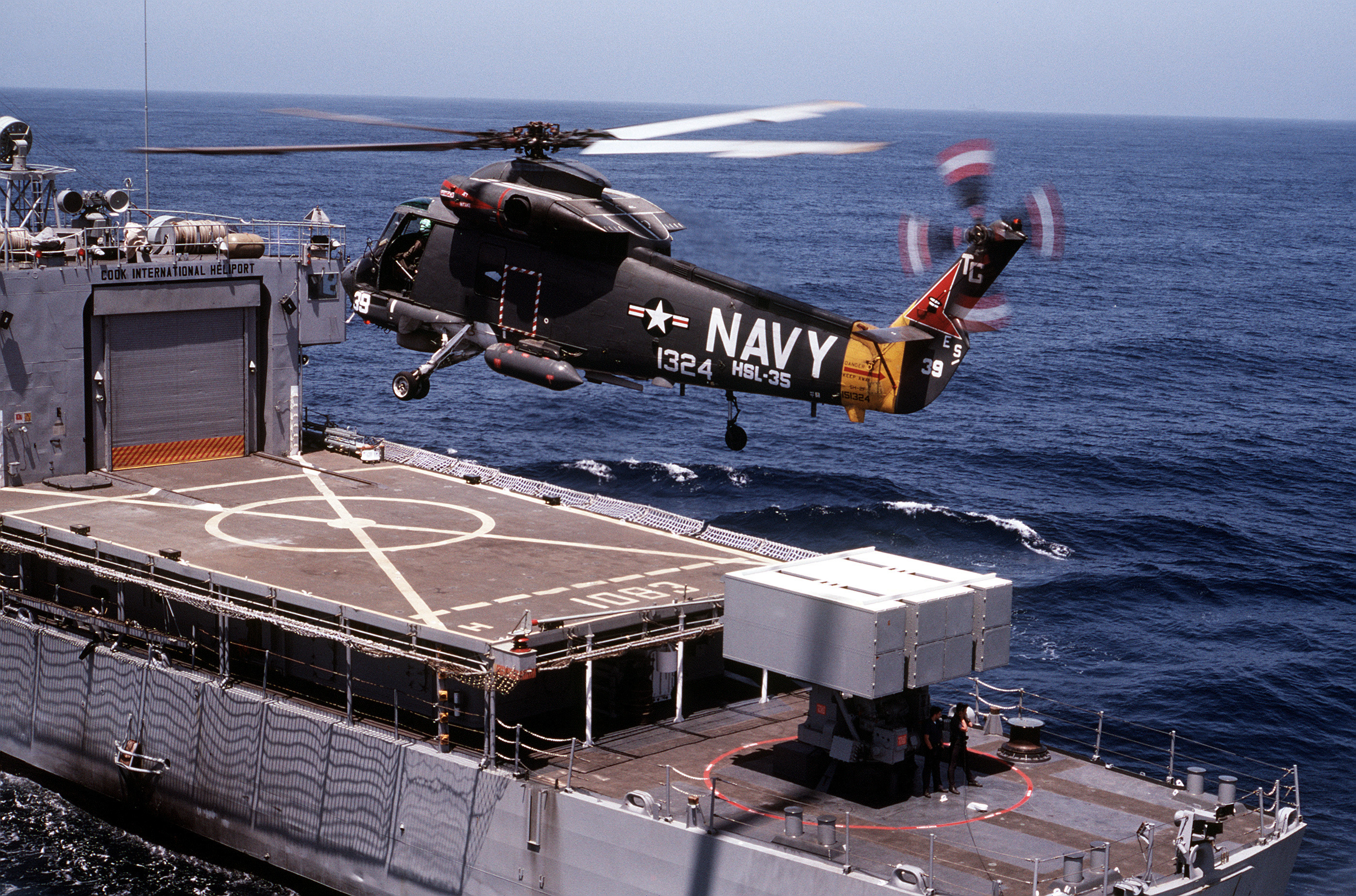
ノックス級フリゲート「コーク」に着艦するSH-2F

### 来歴
海軍では、1963年より、UH-2の対潜戦への転用の可能性を検討し始めていた。この時期、海軍のフリゲートや駆逐艦、航洋護衛艦の多くでは、無人ヘリコプターによって短魚雷を投射するQH-50 DASHを配備していたが、本来DASHの独壇場になるはずの遠距離域では母艦の探信儀の探知精度低下に伴って攻撃精度が低下するという矛盾を抱えていたうえに、常に信頼性の問題を抱えており、艦隊では不評だったこともあって、1969年に運用を終了した。
これを受けて、DASH用の既存設備に多少手を加えれば搭載できる程度の小型ヘリコプターの導入が計画された。1969年から1970年にかけてコンペティションが行われ、1970年10月、暫定策としてのLAMPS Mk.Iとして、HH-2D 10機をSH-2Dに改修するよう発注され、1971年7月には更に10機が発注された。SH-2Dの初号機は1971年3月16日に初飛行し、同年12月7日には、早速「ベルナップ」に展開して艦隊配備に入った。
また1972年3月には、HH-2Dをもとに、更に強化した装備を搭載したYSH-2E 2機が試作され、LAMPS Mk.IIと称された。しかし所要のコストに対して期待したほどの性能向上が得られないと判断されて、量産には至らなかった。かわってMk.Iの性能向上を図ることになり、1973年5月より、改良型のSH-2Fの引き渡しが開始された。その後、ヘリコプターをSH-60に変更したMk.IIIが実用化されたものの、こちらは高価なうえに大規模な航空艤装が必要となり、既存の艦での運用が難しかったため、Mk.Iの運用も並行して継続されることになった。また600隻艦隊構想に伴う需要増加もあって、1987年度からは、SH-2Fをもとに全面的な改設計を加えて性能強化を図ったSH-2Gスーパー・シースプライトが開発された。

### 装備
DASHや、同時期にイギリス海軍が配備していたMATCHは、文字通りに「魚雷投射ヘリコプター」であり、艦から指示された座標で魚雷を投下することしかできなかったのに対し、LAMPSではAN/ASQ-81磁気探知機（MAD）、ソノブイ15発といった対潜捜索センサーを備え、母艦の探信儀の探知精度が低下する遠距離域でも正確に攻撃を行うことができた。ソノブイは母艦の探信儀を補完するパッシブ対潜戦センサとして用いられており、その音響情報は母艦に転送されて処理される。これらの情報によって敵潜をある程度把握したのち、MADによって目標位置を局限し、Mk.44または46短魚雷によって攻撃する。
対潜戦以外にも、LAMPSの名の通り多目的に運用する計画で、対艦ミサイル防御（ASMD）や母艦の艦対艦ミサイル（SSM）の測的も想定されており、LN-66レーダーやAN/ALR-54電波探知装置（ESM）、Mk.25フレア・マーカー8発が搭載されていた。これらの装備の多くは、固定翼哨戒機であるP-2Hの構成が踏襲された。またUH-2Cのうち1機がNUH-2Cとして改修され、サイドワインダーとスパローIII空対空ミサイルの搭載および発射能力が付与されて、カリフォルニア州のポイント・マグー射場で発射実験が行われた。ただしこれらの空対空ミサイルは標準的な装備には加えられなかった。1973年、この機体はNHH-2Dと改称され、ベアトラップ/ハープーンの実験機として用いられた。

### 配備
海軍の運用するH-2は2機を残して「SH-2F」に改造され、また、1980年代に新たに59機のSH-2Fが作られた。SH-2Fの最終機の納入は1986会計年度だった。SH-2Fは1993年10月に実戦から退いたが、ちょうど同じ頃に予備役に編入または海外へ売却されたノックス級フリゲートにはSH-2の後継でより大きいSH-60を搭載することができなかったため、SH-2Fも生き残ることとなった。その後、上記の通り、1987年度からは最終発達型であるSH-2G スーパーシースプライトも配備された。アメリカ海軍においては2001年5月に予備役からも退役したが、退役した機体は再生された上で輸出され、エジプト海軍、ポーランド海軍、ニュージーランド海軍、ペルー海軍では今も現役にとどまっている。

## その他の実験機
1963年にはUH-2A改造の陸軍向け軽攻撃ヘリコプター「トマホーク」が開発された。トマホークは本格的な攻撃ヘリコプターであるAAFSS（AH-56。後に開発中止となった）が配備されるまでのつなぎのガンシップヘリコプターとして陸軍に提案されたが、AH-1 コブラに敗れ、採用はならなかった。
一方、1964年にはUH-2Aを改造した高速研究機が作られた。既存のT58に加えてGE YJ85ジェットエンジン1基を右舷側に追加装備した複合ヘリコプターであった。回転翼機による水平方向の推力増大と高速飛行時の操作性、安定性を調査するための機体でその後の複合ヘリコプターの開発研究に多大な貢献をなした。
これら2機は海軍の機体番号をつけたまま陸軍で運用され、後者は後に海軍に返還された。

## 各型解説
HU2K-1
UH-2Aの開発当初の海軍による呼称。
HU2K-1U
UH-2Bの当初の呼称。
UH-2A
汎用輸送ヘリコプター。1,250shpのゼネラル･エレクトリック T58-GE-8Bターボシャフトエンジン1基で駆動。最初の生産型。
UH-2B
汎用輸送ヘリコプター。UH-2Aの電子装備を軽減し、作戦範囲を有視界飛行に限定したもの。
UH-2C
UH-2AとUH-2Bを1,250shpのゼネラル・エレクトリック T58-GE-8Bターボシャフトエンジンの双発としたもの
NUH-2C
評価用に1機のみ試作。UH-2CにAIM-9 サイドワインダーとAIM-7 スパローIII空対空ミサイルの搭載および発射が可能にしたもの
NUH-2D
NUH-1Cを改称したもの。
HH-2C
捜索救難ヘリコプター。機首下面にM134 ミニガン1丁を搭載
HH-2D
捜索救難ヘリコプター。武装および装甲なし。
SH-2D
対潜哨戒ヘリコプター。
YSH-2E
最新式のレーダーとLAMPS装置を装備した評価試験機。2機製作。
SH-2F
対潜哨戒ヘリコプター。改良版。
SH-2G スーパーシースプライト
対潜哨戒ヘリコプター。1,723shpのゼネラル・エレクトリック T700-GE-401ターボシャフトエンジンの双発。
SH-2G（A）
オーストラリア向け輸出用。
SH-2G（M）
マレーシア向け輸出用（提案のみ）。
SH-2G（NZ）
ニュージーランド向け輸出用。

## 運用国

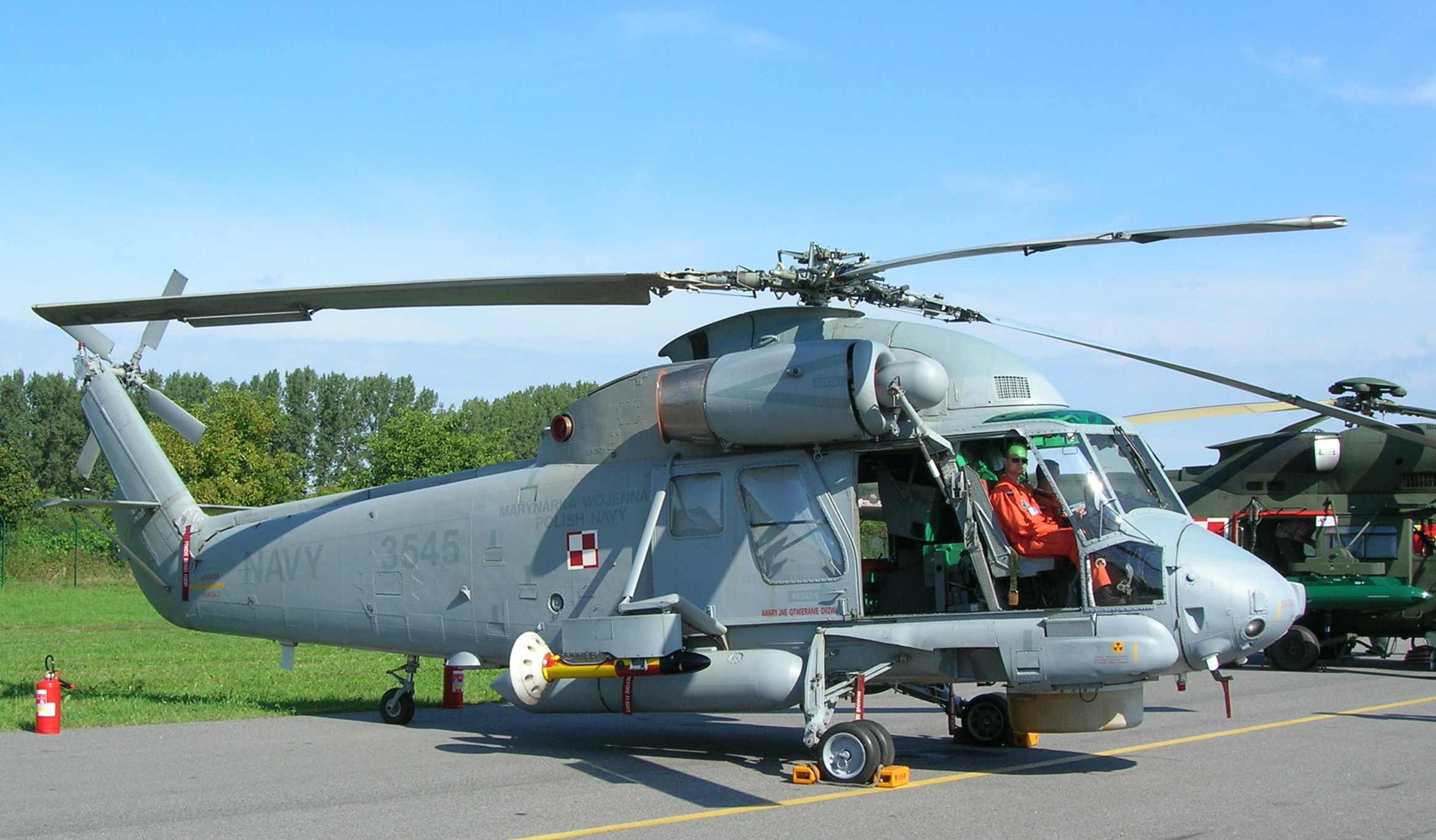
ポーランド海軍のフリゲート「ゲネラウ・K・プワスキ」に搭載されるSH-2G

アメリカ合衆国
アメリカ海軍
2001年5月に退役。
 エジプト
エジプト海軍
 オーストラリア
オーストラリア海軍
SH-2G(A)へのアップグレード計画があったが、安全性の問題、プロジェクト管理の問題、費用の超過、技術的問題(高度なコンピュータ制御の飛行オペレーティングシステムを含む特注の機能強化を追加することや2人で運用でき制御装置に「ノーハンド」で機体を操作できるコンピュータ飛行システムを持っていることを決定した)などにより2008年にオーストラリア政府はプロジェクトをキャンセル、一部の機体はカマンに返却されてSH-2G(I)として黒海防衛航空宇宙展に展示された。後に10機がニュージーランドに売却された。SH-2G(I)はオーストラリアによるノーハンド要件(前述)こそカットされているものの開発を続けたカマンによりほかの問題は解決されたとしている。
 ニュージーランド
ニュージーランド海軍
5機のSH-2G(NZ)を運用していたが、2機のみが運用可能であること(1機が訓練、2機がメンテナンス中)、スペアパーツの不足などにより、2013年4月19日にオーストラリアが拒否したSH-2G(I)10機(2機はスペアパーツ用)を2億4200万ドルで購入し置き換える決定が発表された。2014年に最初の機体を受領、2015年3月に正式に受領した。
5機のSH-2G(NZ)は2016年4月に正式に退役、ペルーに売却された。
 ペルー
2014年10月9日に元ニュージーランド空軍のSH-2G(NZ)を5機購入することで合意、4機がゼネラル・ダイナミクスミッション・システムズ・カナダとの協力の元アップグレードされる。ルポ級フリゲートより運用される予定。
 ポーランド
ポーランド海軍
4機のSH-2Gを運用していたが、メーカーがSH-2Gの技術サポートを停止したため4機の新しいASW/CSARヘリコプターで置き換える予定。

## 性能・主要諸元
|                     | UH-2A                                   | SH-2D                                   | SH-2G                                      |
| ------------------- | --------------------------------------- | --------------------------------------- | ------------------------------------------ |
| 全長                | 15.90 m                                 | 16.03 m                                 | 16.08 m                                    |
| 全高                | 4.11 m                                  | 4.72 m                                  | 4.58 m                                     |
| 轍間距離            | 3.30 m                                  | 3.30 m                                  | 3.30 m                                     |
| ローター径          | 13.4m                                   | 13.4m                                   | 13.4m                                      |
| 空虚重量            | 2,766 kg                                | 3,153 kg                                | 3,447 kg                                   |
| 最大離陸重量        | 4,625 kg                                | 5,805 kg                                | 6,124 kg                                   |
| エンジン            | GE T58-GE-8B ターボシャフトエンジン×1基 | GE T58-GE-8F ターボシャフトエンジン×2基 | GE T700-GE-401C ターボシャフトエンジン×2基 |
| 出力                | 1,250 shp×1                             | 1,350 shp×2                             | 1,723 shp×2                                |
| 最大速度 (海面高度) | 261 km/h                                | 265 km/h                                | 256 km/h                                   |
| 標準巡航速度        | 245 km/h                                | 241 km/h                                | 222 km/h                                   |
| 航続距離            | 1,080 km                                | 679 km                                  | 885 km                                     |
| 上昇限度            | 5,300 m                                 | 6,858 m                                 | 7,285 m                                    |

## 登場作品

### 映画
『エアポート'77/バミューダからの脱出』
アメリカ海軍のF型が登場。墜落したボーイング747の乗客・乗員を救助する為、水中破壊工作部隊(UDT)とフィリップ・スティーブンスを載せ、墜落現場と指揮艦であるニューポート級戦車揚陸艦「カユーガ」に向かう。
撮影には、アメリカ海軍の全面協力で実物が使用されている。

### アニメ・漫画
『コンクリート・レボルティオ〜超人幻想〜』
第11話にアメリカ海軍所属機が登場。数機が横須賀にて超人「怪剣クロード」に破壊された架空の超人型潜水艦「アンタレス号」の周囲を警戒している。
『沈黙の艦隊』
漫画版にニミッツ級空母「カールヴィンソン」の艦載機が登場。原子力潜水艦「やまと」を迎撃する。

### 小説
『レッド・ストーム作戦発動』
ノックス級フリゲート「ファリス」の艦載機が登場。ソ連原潜の警戒に活躍する。